# Jerzy Masłowski (poeta)
Jerzy Andrzej Masłowski (ur. 1960) – polski poeta, autor tekstów i piosenek, prozaik, dziennikarz.

## Twórczość
Debiutował w 1983 reportażami o tematyce społeczno–obyczajowej drukowanymi m.in. w „Przeglądzie Tygodniowym”, „Sztandarze Młodych”, „Kurierze Polskim”, „Antenie”. Był redaktorem naczelnym miesięcznika „Okay” (pismo mniejszości seksualnych). Później zajął się pisaniem artykułów, w których propagował wegetarianizm, medycynę naturalną (w tym chińską), filozofię Wschodu, zdrowy styl życia, ekologię, także psychotronikę i parapsychologię. Równolegle zaczął pisać wiersze, teksty piosenek i skecze kabaretowe, co zaowocowało współpracą z wieloma znanymi kompozytorami, aktorami i piosenkarzami. W wolnych chwilach pisywał felietony satyryczno–obyczajowe oraz opowiadania. Napisał również wiele bajek, baśni, wierszy i piosenek dla najmłodszych.
Dziś, poza pisaniem, jest współorganizatorem akcji społecznych, koncertów i wystaw promujących młodych artystów oraz licznych happeningów poruszających problematykę społeczno-polityczną. Jest współzałożycielem grupy artystycznej Zawleczka. Od 2007 należy do Partii Zieloni.